# Pniewy (gromada w powiecie grójeckim)
Pniewy – dawna gromada, czyli najmniejsza jednostka podziału terytorialnego Polskiej Rzeczypospolitej Ludowej w latach 1954–1972.
Gromady, z gromadzkimi radami narodowymi (GRN) jako organami władzy najniższego stopnia na wsi, funkcjonowały od reformy reorganizującej administrację wiejską przeprowadzonej jesienią 1954 do momentu ich zniesienia z dniem 1 stycznia 1973, tym samym wypierając organizację gminną w latach 1954–1972.
Gromadę Pniewy z siedzibą GRN w Pniewach utworzono – jako jedną z 8759 gromad – w powiecie grójeckim w woj. warszawskim, na mocy uchwały nr VI/10/5/54 WRN w Warszawie z dnia 5 października 1954. W skład jednostki weszły obszary dotychczasowych gromad Aleksandrów, Jeziora Nowina, Jurki, Konie, Michrów-Stefów, Pniewy, Rosołów, Witalówka, Wola Pniewska, Ząłęże Duże, Załęże Parcela, Przesławice i Nowina-Przesławice ze zniesionej gminy Konie w tymże powiecie. Dla gromady ustalono 15 członków gromadzkiej rady narodowej.
1 stycznia 1959 do gromady Pniewy przyłączono obszar zniesionej gromady Jeziórka (bez wsi Sadków Kolonia, Sadków Szlachecki i Sadków Duchowny) w tymże powiecie.
31 grudnia 1959 1 stycznia 1960 do gromady Pniewy przyłączono obszar zniesionej gromady Wilczoruda oraz wsie Kruszew i Kruszewek ze znoszonej gromady Michrów w tymże powiecie (podkreślone i wykreślone zmiany retroaktywnie określone uchwałami z 25 lutego 1960).
31 grudnia 1961 do gromady Pniewy włączono wsie Budki Petrykowskie, Huta Jeżewska, Józefów, Karolew, Kornelówka i Wólka Załęska ze zniesionej gromady Budki Petrykowskie w tymże powiecie.
Gromada przetrwała do końca 1972 roku, czyli do kolejnej reformy gminnej. 1 stycznia 1973 w powiecie grójeckim utworzono gminę Pniewy.